# 電池が切れるまで
『電池が切れるまで』（でんちがきれるまで）は、2004年4月22日から6月24日まで毎週木曜日21:00 - 21:54に、テレビ朝日の「木曜ドラマ」枠で放送された日本のテレビドラマ。主演は財前直見。

## 概要
この物語の原作者、宮越由貴奈は5歳時に神経芽細胞腫という癌を患い、5年半にも及ぶ闘病生活の末、11歳という短い生涯を終えた。彼女が亡くなる4ヶ月前に書いた「命」という詩を基にした「電池が切れるまで -子ども病院からのメッセージ-」（角川書店）を基にしている。

## ストーリー
病気を抱えた11歳の宮越由貴奈が残した詩を基にした物語。
長野県の安曇野にある病院に設置された院内学級を舞台に病気と闘う子供達と教師、看護師、医師達の人間関係を描いていく。

## キャスト

### 主人公
川田さとり（かわだ - ）
演 - 財前直見
院内学級の教師。活発な性格で趣味は登山とマウンテンバイク。病と闘い生きる子供たちに衝撃を受ける。

### 院内学級の関係職員
水島若葉（みずしま わかば）
演 - 原沙知絵
看護師でさとりの教え子。病院内でさとりが心を許せる数少ない相談相手となる。
間宮京太郎（まみや きょうたろう）
演 - 要潤
院内学級の教師。授業以外で生徒と関わらないのが信条。前の小学校で問題を起こした。
本条麻衣子（ほんじょう まいこ）
演 - 吉岡美穂
ボランティアの女子大生で院内学級を手伝う。昔、白血病だったが末永に救われた。間宮に恋をする。
柏木耕太（かしわぎ こうた）
演 - デビット伊東
柳医師（やなぎいし）
演 - 松井紀美江
相馬収治（そうましゅうじ）
演 - 大杉漣
日向昌子（ひゅうが まさこ）
演 - 野際陽子
さとりの恩師で院内学級の設立に尽力した。さとりを陰ながら支える。
末永誠一（すえなが せいいち）
演 - 陣内孝則
腕が良く、患児や家族の心のケアまで考える名医。院内学級の必要性には異議を唱える。

### 院内学級の生徒
- 森下薫（もりした かおる） - 黒川智花
- 橘結花（たちばな ゆうか） - 成海璃子
- 小林修平（こばやし しゅうへい） - 篠田拓馬
- 佐々木翼（ささき つばさ） - 糟谷健二
- 佐伯海人（さえき かいと） - 野間口葵
- 高野大地（たかの だいち） - 柳楽優弥
- 秋葉朋子（あきば ともこ） - 松本梨菜
- 牧原美羽（まきはら みう） - 永井杏
- 沢渡真耶（さわたり まや） - 美山加恋
- 田村千晶（たむら ちあき） - 横山亜理紗
- 安藤涼子（あんどう りょうこ） - 斎藤千晃

### 院内学級の生徒の親族・関係者
- 森下奈緒子（もりした なおこ） - 朝加真由美
- 森下秀介（もりした しゅうすけ） - 金田明夫
- 橘透（たちばな とおる） - 近江谷太朗
- 橘美沙子（たちばな みさこ） - 河合美智子
- 小林潤子（こばやし じゅんこ） - 中島ひろ子
- 小林明（こばやし あきら） - 櫻庭博道
- 佐々木美由紀（ささき みゆき） - 野田よし子
- 沢渡敏枝（さわたり としえ） - 舟木幸
- 田村恵美（たむら えみ） - 岩橋道子
- 東冴子（あづま さえこ） - 高橋由美子
- 三枝亜矢子（さえぐさ あやこ） - 石野真子

### その他
- 三上隆（みかみ たかし） - 中丸新将

## スタッフ
- 原作
「電池が切れるまで 子ども病院からのメッセージ」すずらんの会（角川書店）
「『電池が切れるまで』の仲間たち 子ども病院物語」宮本雅史（角川書店）
- 脚本 - 江頭美智留、遠藤彩見
- 音楽 - 葉加瀬太郎
- 演出 - 藤田明二（共同テレビ）、唐木希浩（5年D組）、常廣丈太（テレビ朝日）
- 主題歌 - 星村麻衣「ひまわり」（ソニー・ミュージックアソシエイテッドレコーズ）
- 挿入歌 - ラファエル「電池が切れるまで〜ロンディーノ〜Rondino」
- オープニングテーマ - 平川地一丁目「君の分まで」（デフスターレコーズ）
- チーフプロデューサー - 五十嵐文郎（テレビ朝日）
- プロデューサー - 川島保男・中込卓也（テレビ朝日）、椿宜和・藤本一彦（角川映画）
- 制作 - テレビ朝日・角川映画

## 放送日程
| 各話                                                      | 放送日        | サブタイトル                            | 視聴率 |
| --------------------------------------------------------- | ------------- | --------------------------------------- | ------ |
| 第1話                                                     | 2004年4月22日 | 『命』の詩…11歳の少女が遺した真実の物語 | 8.3%   |
| 第2話                                                     | 2004年4月29日 | さよなら結花ちゃん 最後の約束           | 8.1%   |
| 第3話                                                     | 2004年5月06日 | 小児病棟の恋・・・・私生きる！          | 8.8%   |
| 第4話                                                     | 2004年5月13日 | ボクは生きるから！車椅子の少年の涙…     | 7.1%   |
| 第5話                                                     | 2004年5月20日 | 退院おめでとう…涙でにじむ少年の笑顔     | 8.2%   |
| 第6話                                                     | 2004年5月27日 | また会える日まで！小児病棟涙の別れ…     | 8.0%   |
| 第7話                                                     | 2004年6月03日 | 母さん僕がんばる！車椅子少年の熱い涙    | 7.3%   |
| 第8話                                                     | 2004年6月10日 | もうママに会えない…小児病棟の別れ       | 7.7%   |
| 第9話                                                     | 2004年6月17日 | もっと生きたかった…今夜、涙の最終章     | 9.6%   |
| 最終話                                                    | 2004年6月24日 | 今夜、涙の最終回…“命”をありがとう       | 8.8%   |
| 平均視聴率 8.2%（視聴率は関東地区・ビデオリサーチ社調べ） |               |                                         |        |

## 撮影協力
- 長野県立こども病院（長野県安曇野市）
- 長野県豊科町(現：安曇野市)立豊科南中学校 ほか

## その他
- 番組スポンサーではないものの、このドラマには富士重工業（現在のSUBARU。なお、スポンサークレジットはSUBARU名義で表示）が協力しており、アウトバックやR2が登場し、また子供が遊ぶラジコンカーには、インプレッサWRCが使われていた。
- 柳楽優弥はこのドラマの制作期間中に、映画「誰も知らない」の演技によってカンヌ国際映画祭で最優秀男優賞を受賞した。この話題性により、収録が終わっていなかった回で出演シーンが増やされた。
- このドラマで成海璃子と黒川智花の2人の共演があったが、2006年12月4日にTBSで放送されたパナソニック特別記念ドラマスペシャル「君が光をくれた」でも2年ぶりに共演が見られた。
- 黒川と金田明夫の共演は、2004年10月から2005年3月にTBSで放送された「3年B組金八先生」第7シリーズでも見られた。
- 黒川と陣内孝則の共演は、2006年10月と2007年12月に日本テレビで放送された実写版「名探偵コナン」（ytv制作）でも実現し、さらに2008年7月から9月にTBSで放送された「Tomorrow〜陽はまたのぼる〜」でも見られた。なお、実写版コナンでは親子役となり、黒川が毛利蘭、陣内が蘭の父親の毛利小五郎をそれぞれ演じた。
- このドラマ以降、月曜22時台での遅れネット局は福井放送のみとなり、以後2008年3月の番組改編まで続いた。

### 関連書籍
- すずらんの会 「電池が切れるまで 子ども病院からのメッセージ」（角川書店） 書籍情報:ISBN 4-048837-90-7
- 宮本雅史 「『電池が切れるまで』の仲間たち 子ども病院物語」（角川書店） 書籍情報:ISBN 4-048838-56-3

### 楽曲
- 命あるかぎり - 若松歓作詞作曲の合唱曲。